# カリャリ
カリャリ、カッリャリ（イタリア語: Cagliari [ˈkaʎʎari] ( 音声ファイル)）は、イタリア共和国のサルデーニャ島南部に位置する都市で、その周辺地域を含む人口約15万人の基礎自治体（コムーネ）。サルデーニャ自治州の州都であり、カリャリ県の県都でもある。カリアリとも表記される。
カリャリ湾に面したサルデーニャ最大の都市で、郊外コムーネを含めて人口約50万人の大都市圏を形成している。

## 名称
サルデーニャ語では、カステッドゥ（Casteddu）と呼ばれ、「城」を意味している。
日本語文献では「カリアリ」「カッリャリ」と表記されることもある。

## 地理

### 位置・広がり
カリャリ県中央部に位置する、カリャリ湾に面したコムーネである。カリャリの市街は、オリスターノの南東約89km、ヌーオロの南約123km、サッサリの南南東約174km、首都ローマの南西約410kmに位置する。

#### 隣接コムーネ
隣接するコムーネは以下の通り。
- アッセーミニ
- カポテッラ
- エルマス
- モンセッラート
- クアルトゥ・サンテーレナ
- クアルトゥッチュ
- セラルジウス
- セストゥ

## 歴史

### 古代
カリャリは新石器時代より人が定住していた。町は海と肥沃な平野に挟まれた好ましい位置を占め、周囲を2箇所の湿地に囲まれていた（これは内陸からの敵の攻撃を防御するのに適していることを示す）。そして高く緑の多い山地に近接していた（もし何もかも失っても人々は定住地を立ち退くことが可能だった）。先史時代の住民のいくつかの証拠は、モンテ・クラーロとサンターリア岬で見つかっている。
カラリス（Karalis、古代ギリシャ語：Kalares、ラテン語：Càralis）の名で、紀元前7世紀頃、ティルスをつくったフェニキア人が、サルデーニャ島での貿易植民地の一群の一つとしてカリャリをつくった（その他にはスルキス、ノーラ、タロスがあった）。定住地の基盤は明確にカルタゴ人へあてがわれた（パウサニアス x. 17. § 9; クラウディアヌス, B. Gild. 520）。優れた港であるのと同様に、アフリカ大陸との通信にうってつけの位置であったためである。ローマ人に征服されたのも、同じ重要な条件のもとでローマの政権が行ったと推測されるのは疑いもない。島をローマが征服した時期についての記載は何も見つかっていない。しかし第二次ポエニ戦争の間、プラエトルであったマンリウスの本部が島に置かれていた。彼はハンプシコラとカルタゴ人に対抗する作戦に従事していた（リウィウス xxiii. 40, 41）。その他の機会に現れたのは、島のローマ海軍主要基地としてで、プラエトルの住居があった（Id. xxx. 39）。 

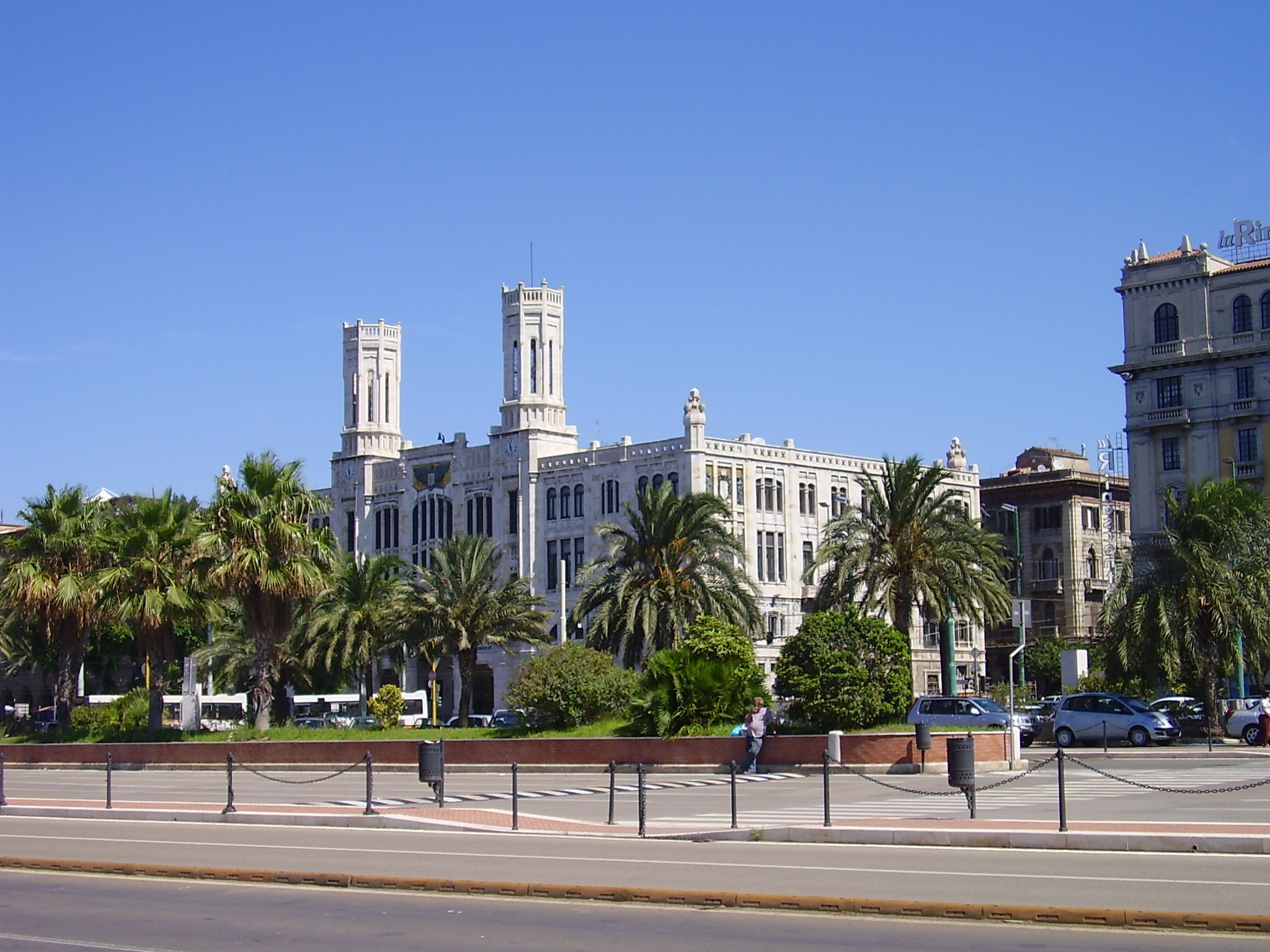
市役所

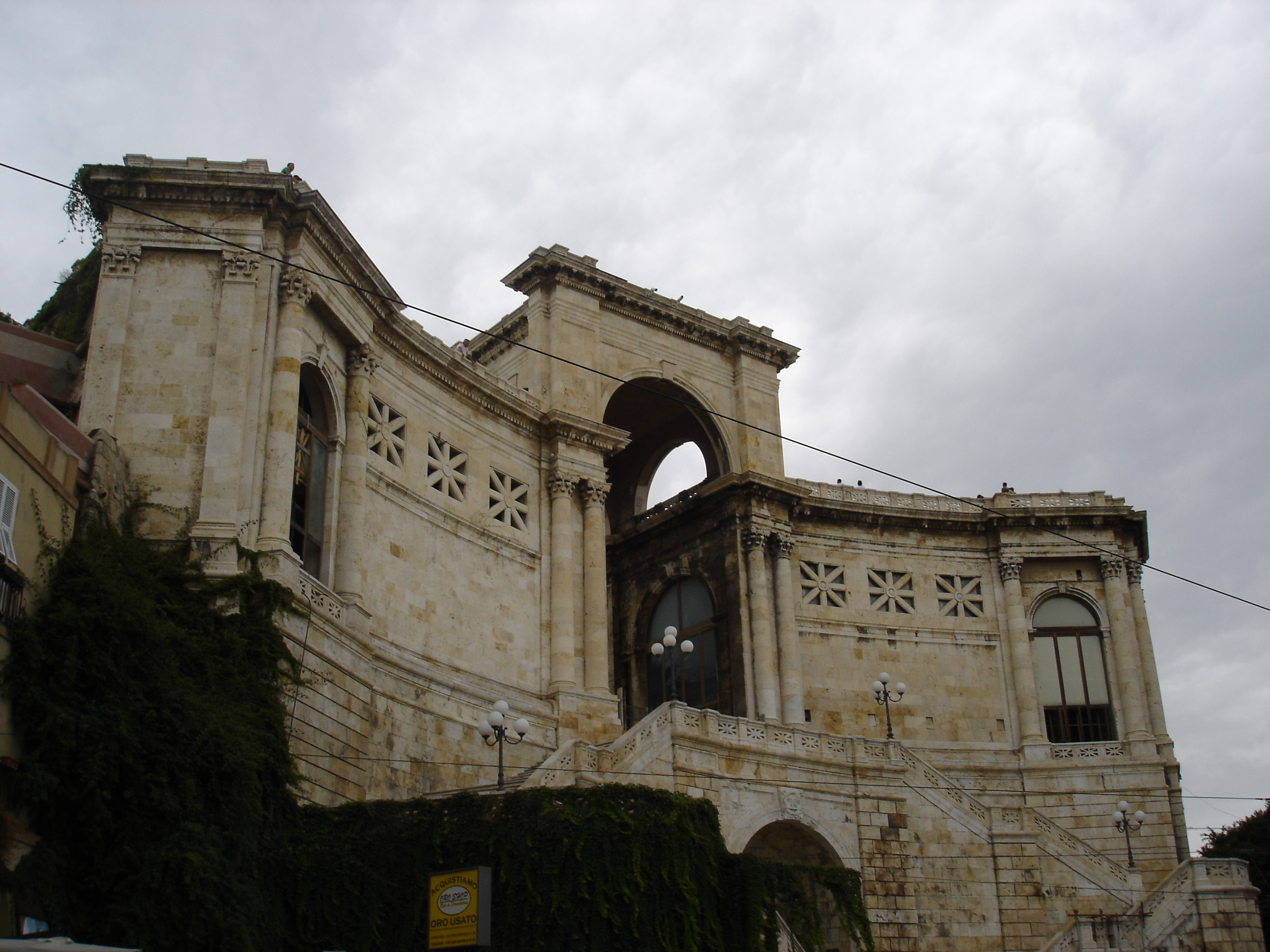
聖レミギウスのバスティオン

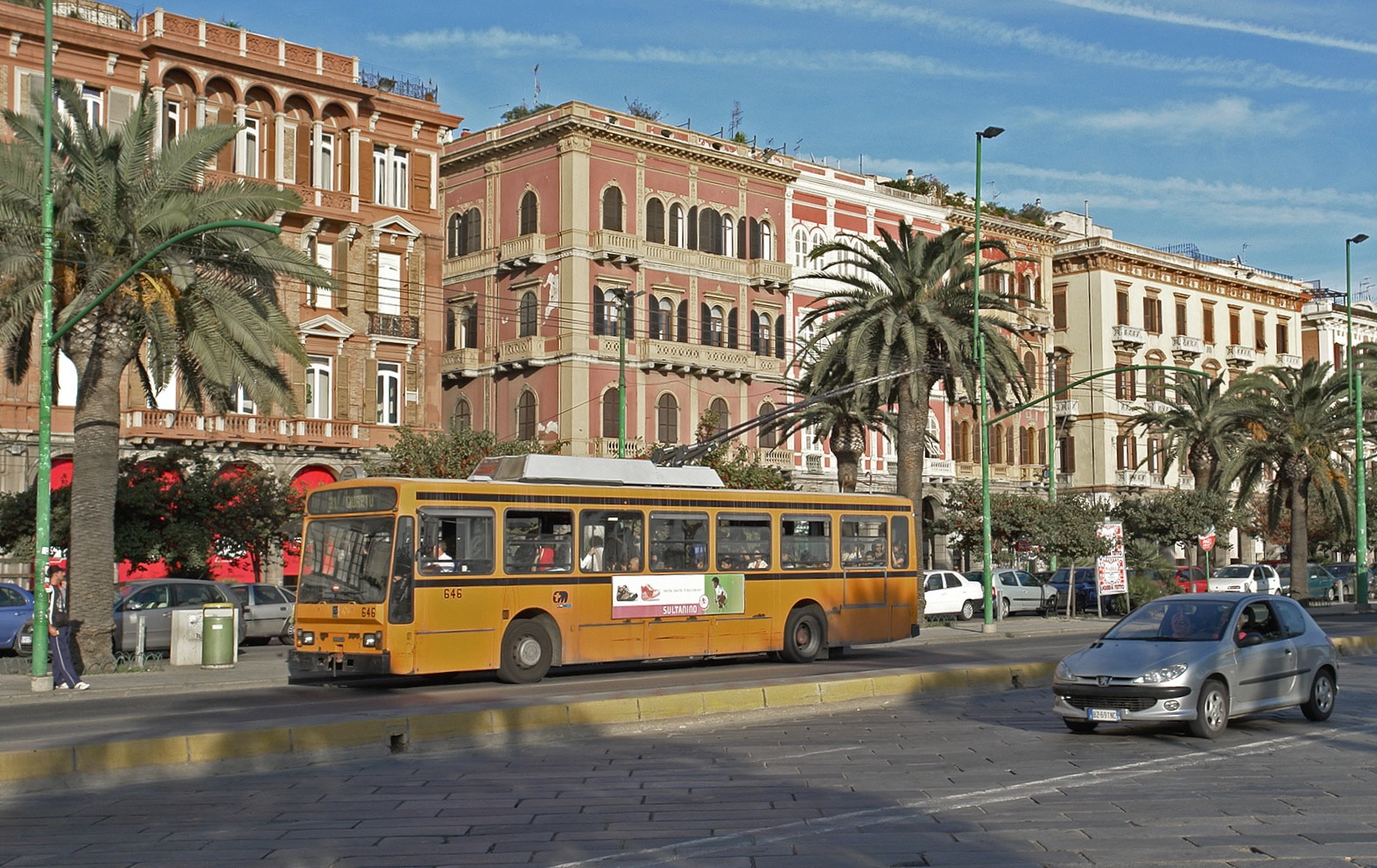
ヴィア・ローマ

歴史家フロルスは、カラリスをウルブス・ウルビヌム（urbs urbinum）またはサルデーニャの首都と呼んだ。彼はウルブス・ウルビヌムがグラックス兄弟によって攻略され厳しく懲罰を加えられたと描いている（ii. 6. § 35）。しかしこの文書はすっかりリウィウスによって与えられた記事と食い違っている。サルデーニャでのグラックスの戦争は、都市がローマへの忠誠を表したもので、反乱は山岳地帯の部族を封じ込めたのである（xli. 6, 12, 17）。ユリウス・カエサルとポンペイウスが争ったローマ内戦では、カラリス市民は初めカエサルに賛同した。その後すぐサルデーニャ諸都市もそれにならった（Caes. B.C. i. 30）。カエサル自身はアフリカ大陸からの帰還の途中、自身の船団をこの地に寄港させた（Hirt. B. Afr. 98.）。わずか数年後、サルデーニャがポンペイウスの部下メナスの手に陥落した後、カラリスはどんな抵抗運動も示す島唯一の都市となった。しかし、短期間の包囲戦で陥落した（カッシウス・ディオ xlviii. 30.）。 
ローマ帝国時代に歴史上何が起きたか記載がないが、引き続きカラリスは島の首都であったとみなされる。そしてローマ植民地とならなかったことで、住民はローマ市民の権利を獲得した（大プリニウス iii. 7. s. 13; ストラボン v. p. 224; ポンポニウス・メラ, ii. 7; アントニーニ・イティネラリウム pp. 80, 81, 82, ）。西ローマ帝国滅亡後、サルデーニャ島の残りと共に、カラリスはヴァンダル族の手に陥落した。しかし、中世を通じてその重要性は維持されたことがわかっている。
クラウディアヌスは、岬または土地の先端へ向かって都市の長さが伸びたとして古代都市について記述している。都市の突出は、カラリス港を敵から隠すためにあった。大規模艦船のために良い停泊地が好まれた。そのうえ、唯一の良く隠された道路が固定され、スタニョ・ディ・カリャリ（Stagno di Cagliari）と呼ばれる大規模塩湖または潟がカラリスと接続した。塩湖は狭い地峡で湾と行き来ができ、カラリスの内港または係船地として古代から用いられてきたとクラウディアヌスは記述している（クラウディアヌス. B. Gild. 520-24.）。カラリスと接続した岬は明らかに、プトレマイオス（Κάραλις πόλις καὶ ἄκρα）によって注目されていた。しかし、大プリニウスのカラリタヌム・プロモントリウム（Caralitanum Promontorium）は、先端（現在のカルボナーラ岬。カリャリ湾の東の境となっている）以外の土地を記述せず、島全体の南東端にあったとする。現在はカヴォリ島と呼ばれる小さなフィカリア島のことだろう（大プリニウス、 l. c.; Ptol. iii. 3. § 8）。

### カリャリのジュディカーティ

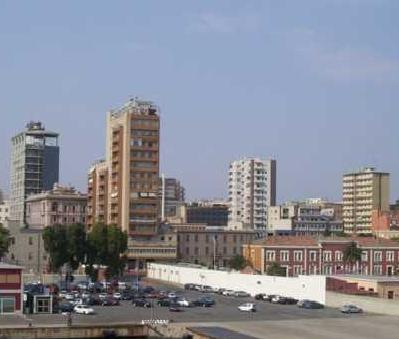
ダルセーナ

ヴァンダル族支配の後に立ち替わって、東ローマ帝国が台頭し、カリャリは判事（giudicato）が支配する独立王国の首都となった。しかし、外部支配からの自治時代に関するいくつかの痕跡があるが、市は荒廃してしまった。海からのムーア人海賊による攻撃にさらされすぎたためであった。明らかに、多くの住民がカリャリを離れ、カリャリ西のサンタ・ジッラ湿地に近接する一帯にサンタ・イジアという名の新たな定住地をつくったが、ここは海から遠かった。カリャリのジュディカーティは、カンピダーノ平野の広域からなり、スルキスとオリアストラ山岳地帯の鉱物資源があった。その他に自治権を持つジュディカーティは、北西のログドーロ、北東のガッルーラ、アルボレアであった。

### 11世紀
11世紀の間、ピサ共和国が南東のスルキスをあらかじめ攻略し、カリャリのジュディカーティを征服して町そのものを再建した。ピサは中世に地中海の覇権を争った4つある海洋共和国の一つであった。ピサとジェノヴァ共和国はサルデーニャ支配を熱望した。それはイタリア本土と北アフリカ間の通商路を押さえる完璧な軍事的要所であったからだった。
防衛施設のいくつかは、今もカリャリのカステッロ地区を取り巻いている。これらに含まれるのでよく知られているのは、ピサによって建設された白い石灰岩の2本の塔で、ジョヴァンニ・カプラによって設計された（原型は、地区と往来できる3つの門を守る3本の塔だった）。 カステッロ地区と共に、カリャリはマリーナ地区（港湾を含む）、スタンパチェ地区、ヴィッラノーヴァ地区からなる。マリーナ地区とスタンパチェ地区は城壁によって守られていた。ヴィッラノーヴァ地区は主として農民が住んでいたため、城壁はなかった。
1089年、カリャリの判事であったコンスタンティーノ・トルキトーリオは、『カリャリ判事およびカリャリ王』（rex et iudex Caralitanus）を名乗った。

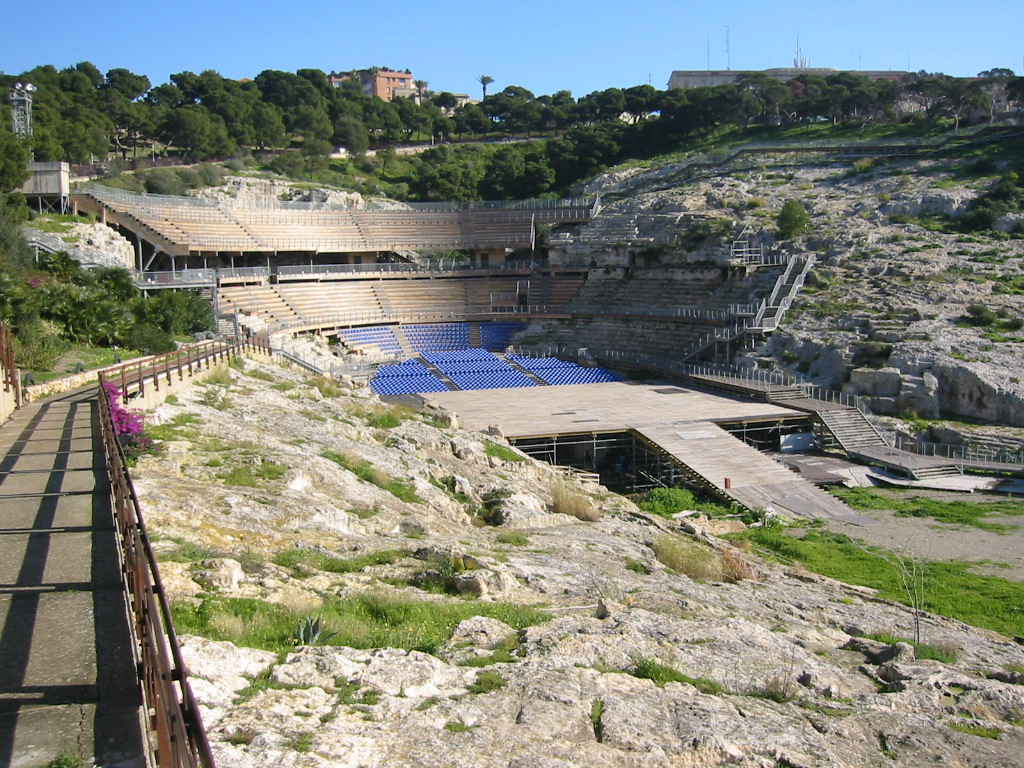
ローマ時代の円形劇場

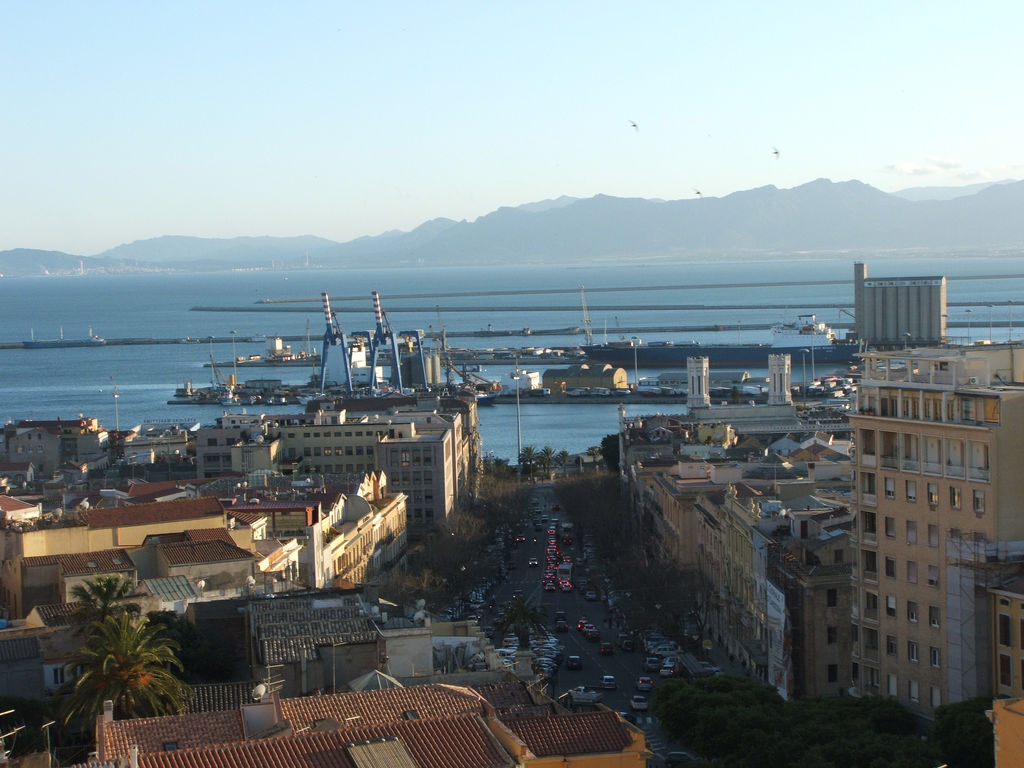
ラルゴ・カルロ・フェリーチェ

### 14世紀
14世紀、アラゴン王国がピサとの戦いの後にカリャリを征服した。そしてサルデーニャ全土征服の計画を進めた。サルデーニャがついにアラゴン支配下に入ったとき、カリャリ（スペイン語及びカタルーニャ語ではCàller）はサルデーニャ副王国の行政首都とされ、後にはスペイン帝国支配下に入った。スペイン支配に大勢が同調したことが、カリャリとサルデーニャ島の衰退を招いた。

### 18世紀
1720年、オーストリア・ハプスブルク家の事実上の支配後、カリャリとサルデーニャはサヴォイア家のものとなった。サルデーニャの支配者として、サヴォイア家はサルデーニャ王の称号を使用した。サルデーニャ王国は、サヴォワとニース、ピエモンテが含まれていた。王国の首都は名目上カリャリとされたが、実際にはその国名にもかかわらず、サヴォイア家の本拠地である本土側のトリノに置かれた。  
18世紀終盤のフランス革命以後、フランスは地中海の要所であるカリャリを征服しようとした。フランス軍はポエットの海岸に上陸し、カリャリへ進軍した。しかしサルデーニャ軍がフランス軍を退け、革命軍に対して王国の防衛を決定づけた。カリャリの人々は、町をフランスから守った見返りとしてサヴォイア家からいくらかの権利を獲得しようと期待した。例えば、カリャリの貴族は王国議会のサルデーニャ代表議員の地位を望んだ。王家がそれらの要求全てを拒むと、カリャリ住民はサヴォイア家に対して蜂起し、ピエモンテからやってきた王家を代表する官僚や出身者を追放した。この暴動は、4月最後の週にディエ・デ・サ・サルディーニャ（"Die de sa Sardigna"、サルデーニャの日）としてカリャリで祝われてきた。しかし、サヴォイア家は事実上の自治支配後にカリャリ支配を奪還した。

### 近代・現代
1870年代から、イタリア統一運動と共に、市は急速な成長の一世紀を経験した。多くの目をひく建築物は、市長オットーネ・バカレッダ時代の19世紀終わりから建てられた。これらの多くは、花の装飾を特徴とする伝統的なサルデーニャ風と同様に、アール・ヌーヴォーからの影響が組み合わされていた。例として、白大理石を用いた、港近くの市役所建物がある。オットーネ・バカレッダは、20世紀初頭に起きた労働ストライキを暴力で制圧したことでも有名である。

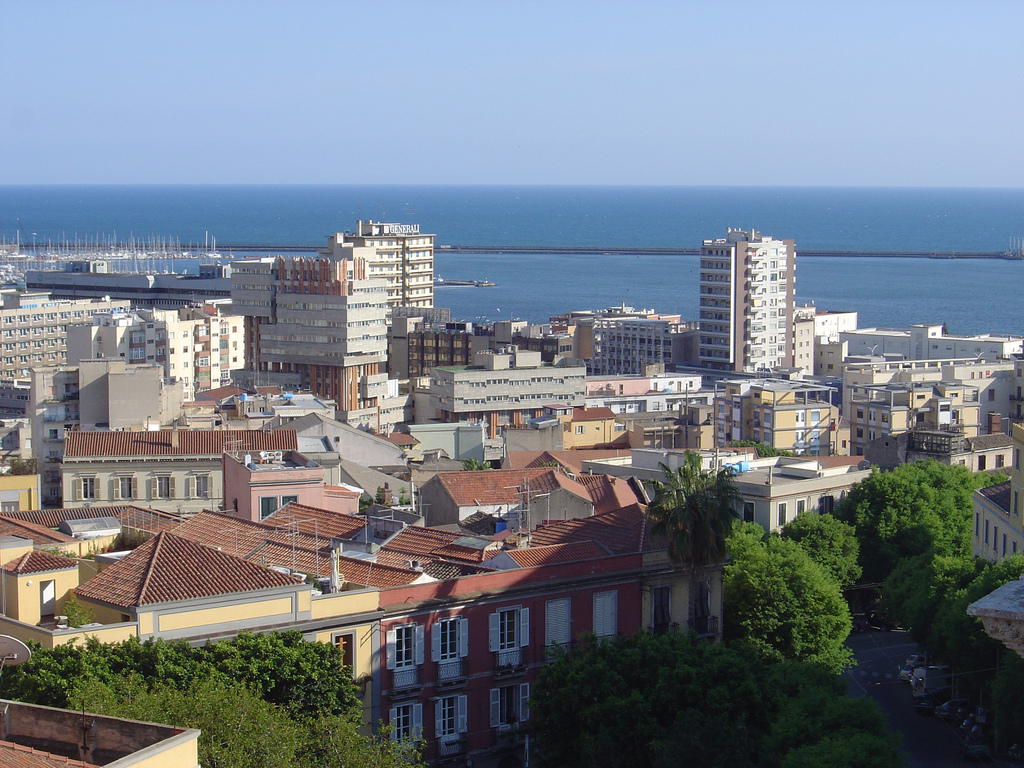
カリャリ港東区

第二次世界大戦中の1943年2月、カリャリは連合国側から激しい爆撃を受けた。空爆と、荒れ果てた町の惨状から逃れるため、多くの住民がカリャリを離れ、田舎や人里離れた山里へ移った。そこでは友人や親戚と狭い家に肩を寄せ合って暮らした。この町からの逃避行は、スフォッラメント（"sfollamento"、荒廃）として知られる。 
1943年9月、連合国側とイタリアの講和が行われた後、ドイツ国防軍がカリャリとサルデーニャ島を支配下に置いた。だがすぐに、イタリア本土で彼らの状況が増強されるため、平和理に退却した。アメリカ軍がカリャリを監督下に置いた。カリャリの位置が、地中海での戦況を左右する要所であったためだった。多くの空港がカリャリ近郊につくられた（エルマス、モンセッラート、デチモマンヌ）。ここから飛行機が北アメリカ、イタリア本土、シチリア島へ向けて飛ぶことができた。
戦後、カリャリ人口は減少した反動で増加に転じ、多くのアパートが新たな住宅地に建てられた。これらはしばしば貧弱な計画でつくられていった。
1979年9月14日、イタリア国内航空のDC-9旅客機が、カリャリ空港南約25kmの山中に墜落。乗員・乗客31人が死亡。

### 未来への計画
近年の大規模都市発展が、カリャリで始まった。新設されるベティーレ美術館（ヌラーゲ文化と現代美術を展示する）を含む新たな計画が、プリツカー賞受賞者ザハ・ハディッドによって計画された。美術館はサンテリア遊歩道において建てられる予定である。別の既に着手された計画は、カリャリ・メトロ（地下鉄）である。初の路線は既に、レプッブリカ広場と、カリャリ郊外コムーネの一つモンセッラート間を走行している。この路線は大学キャンパスへとすぐつながる予定である。郊外コムーネ全てと空港とつながるその他の路線はすぐに着手された。旧カリャリ港からサンテリアへの遊歩道は、全体的に修復される予定である。ヴィア・ローマにある旧カリャリ港は、現在観光とクルーズ船用港としてだけ利用されている（クルーズ船ターミナルは既に閉鎖された）。旧カリャリ港はフェリーボートについても閉鎖し、ポルト・カナーレにある新カリャリ港へ機能を移す予定である。
サンテリア地区全体が変えられ、古く傷んだアパート建物は廃棄され新たな地区がレム・コールハースによって設計されたものに取ってかわる。スタジアムも、25,000の観客席を持つ、コンサートやイベントに適した新スタジアムに建て替えられる。今は古い製塩プラントがある場所に水族館をつくるのと同じく、コンサート用の20,000席もつ大劇場が遊歩道沿いに建つ。その他に、サンタ・ジッラ広場の池近くの新地区、ポエット海岸にある豪華なビューティー・センター（旧マリーナ病院跡地）、パウロ・メンデス・ダ・ロシャ設計の大学新キャンパス、劇場と噴水を備えた大公園パルコ・デッラ・ムジカの建設計画が含まれる。多くは2010年から2011年にかけ完成する予定である。

## 社会

### 人口統計
2007年、カリャリ人口は158,041人で、そのうち男性は46.7％、女性は53.3％であった。18歳未満の若年層は13.36％、年金生活者は21.87％であった（イタリア平均は、若年層18.06％、年金生活者19.94％）。カリャリ市民の平均年齢は46歳であった（イタリア全国平均は42歳）。2002年から2007年までの5年間で、カリャリ人口は3％減少した（反対にイタリア平均は3.56％上昇）。現在のカリャリの出生率は、1000人に対して6人である（イタリア平均は9.45人）。この傾向は、カリャリ都市圏と郊外コムーネでは反比例する（子供を持つ若い世帯が移っていくため）。  
2006年の調査では、カリャリ人口の98.09％がイタリア人であった。最大の移民グループは東アジア出身者の0.72％である。その他ヨーロッパ諸国出身者は0.50％である。信仰で優勢なのはカトリック教会である。

### 経済・産業
カリャリはイタリア全土のうちで最大級の魚市場を持つコムーネの一つである。広大な売り場が一般・卸両方に開放されている。
カリャリはサルデーニャ最大の商業・工業中心地であり、イタリアの大企業の工場が域内にある（電気通信会社ティスカリはカリャリに本社をおく）。また、地中海有数のコンテナ・ターミナルがカリャリ港にある。
観光も、主要経済収入の一つとなっている。

### 宗教
カリャリ大司教座がある。

### 領事館
カリャリには、以下の国々の領事館が開設されている。
- ベルギー
- デンマーク
- エストニア
- フィンランド
- フランス

- ドイツ
- マルタ
- モナコ
- ノルウェー
- オランダ

- スペイン
- スウェーデン
- スイス

## 文化・観光

### 言語
カリャリ県では、サルデーニャ語カンピダネーゼ方言が話される。

### 食文化
カリャリには他とは違う食文化がある。多くの料理は、多様な魚や海産物を可能な限り用いる。代表的なものはブッリダ（burrida、小型のサメを使ったマリネ。前菜に出される）である。スペイン料理から影響を受けたとされるが、カリャリ料理は他とは違ったユニークな特徴がある。質の良いワインはカリャリ料理の一部である。優れたワインはカンピダーノ平野のブドウ畑で作られる。

### スポーツ
- カリアリ・カルチョ　-　プロサッカークラブ

### みどころ

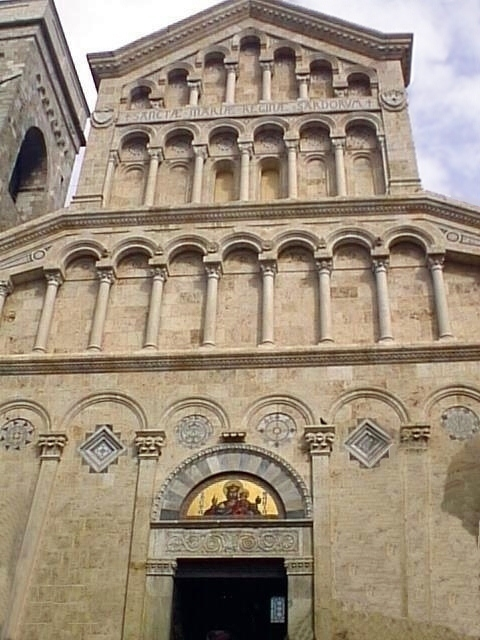
カリャリ大聖堂

カリャリの旧市街（カステッロ地区）は、丘のてっぺんにあり、カリャリ湾の素晴らしい眺めが味わえる。城壁のほとんどが無傷のままで、白石灰岩でできた2本の13世紀の塔、パンクラス塔とゾウの塔が目をひく。地元で切り出される白い石灰岩は、城壁や多くの建物にも使われてきた。D・H・ローレンスは、サルデーニャでの旅を鮮明に記した旅行記『海とサルデーニャ』（1921年1月）で、温かな地中海の日光が白い石灰岩でできた都市に映えること、カリャリを「白いエルサレム」にたとえたことを記している。
- カリャリ大聖堂（Cattedrale di Santa Maria di Castello）　-　正式名称はサンタ・マリア・ディ・カステッロ大聖堂。聖母の被昇天と聖チェチーリアへ献堂。カリャリ大司教座が置かれる。1930年代の修復で、古いバロック様式のファサードが中世ピサ様式のファサードへ変わり、さらに原始の教会が造られた当時の同種の建物となった。鐘楼は原型のままである。内部は本堂1つと2つの側廊をもち、ピサ大聖堂のために彫られた12世紀の説教壇（後にカリャリに寄進された）がある。納骨堂には、サン・サトゥルノ教会で見つかった殉教者の遺物が保管されている。聖堂近くは州政府庁舎である（1900年以前はサルデーニャ知事邸宅であった）。カステッロ地区には、サルデーニャ考古学博物館もある。先史時代のヌラーゲ文明の発掘物を所蔵する最大で重要なものである。カステッロ地区のびっしり詰まった歴史ある小路には、多くの職人の工房が並ぶ。

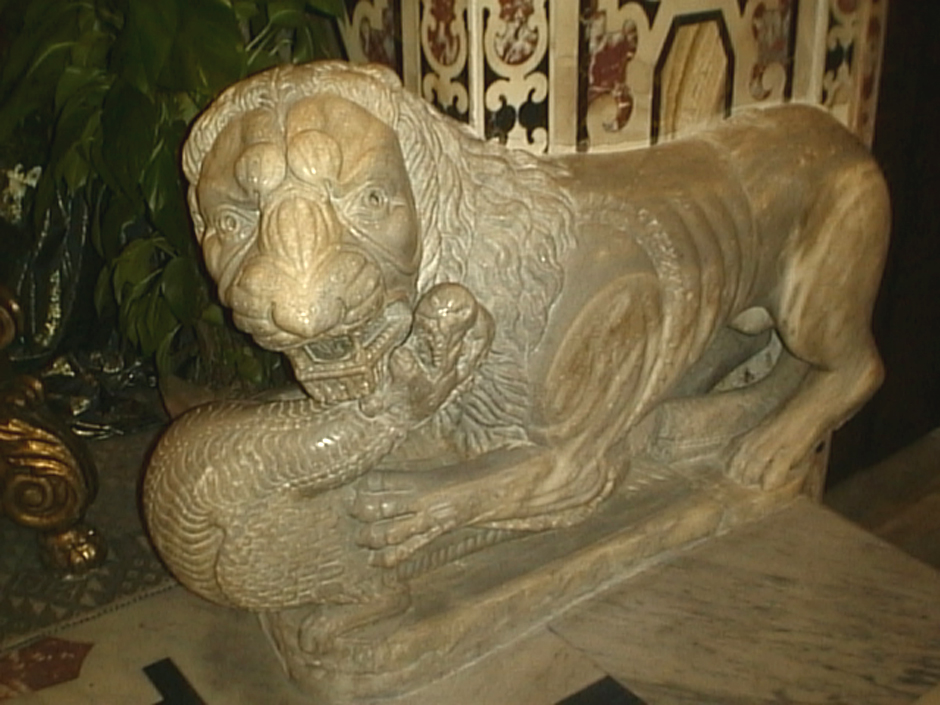
大聖堂。大理石でできた、海蛇を攻撃するライオン像。12世紀

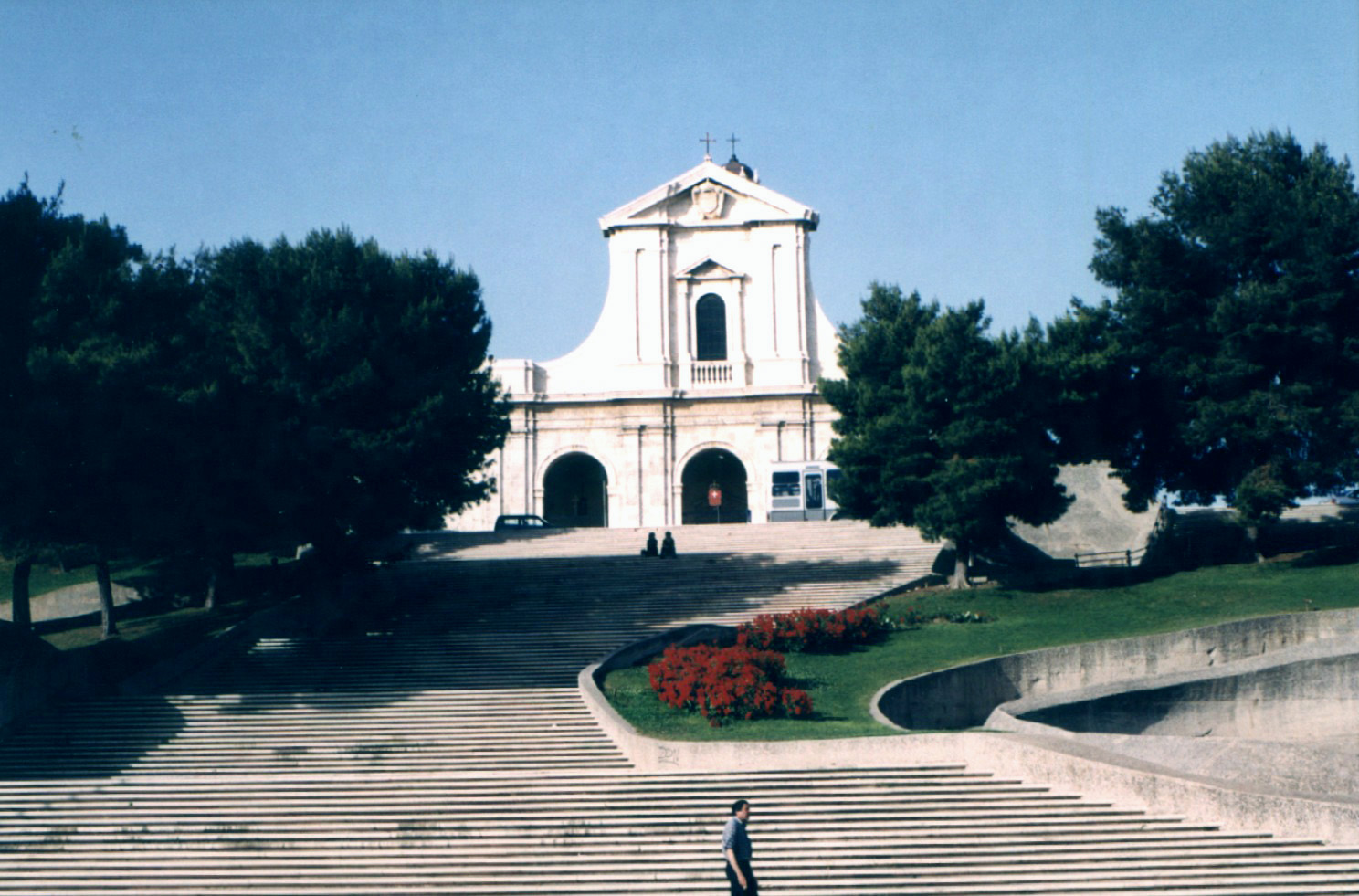
ボナーリア教会

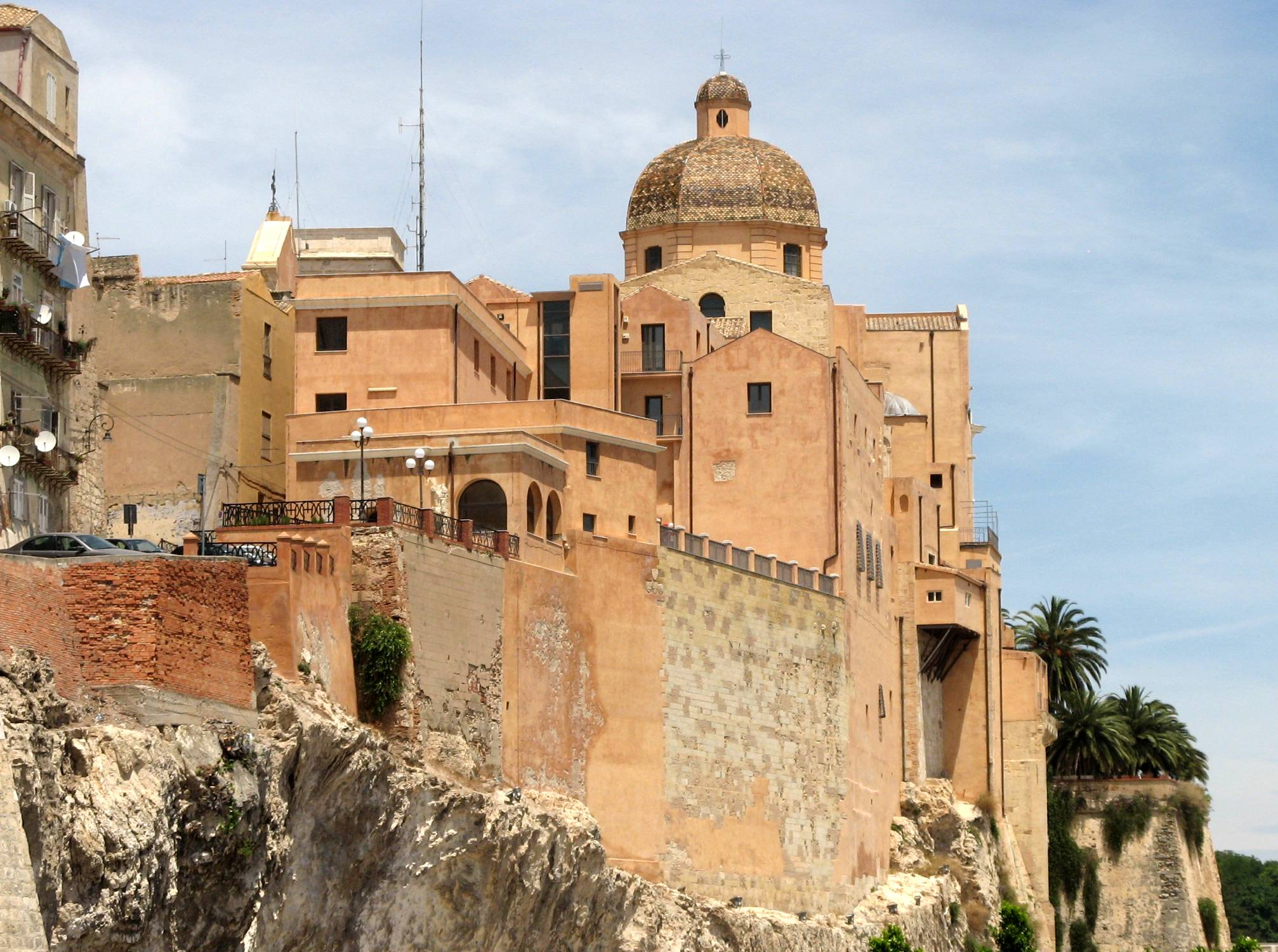
カステッロ地区

- サン・サトゥルニーノ教会（Basilica di San Saturnino）　-　サルデーニャで最も重要な古キリスト教建築の一つ。ディオクレティアヌス帝時代の迫害で殉教した、聖カリャリのサトゥルニヌスへ献堂した。5世紀に建てられた。原型の建物内の中央部分が残り、2つのアームのあるドーム（本堂一つと側廊2つ）が加えられた。
- サン・ルキフェロ教会（Chiesa di San Lucifero）　-　17世紀。カリャリ司教であった聖ルキフェロへ献堂。地下には古キリスト教時代の納骨堂がある。古い円柱と彫刻された部分（近くのネクロポリスで見つかった）があるバロック様式ファサードを持つ
- ノストラ・シニョーラ・ディ・ボナーリア教会（Santuario di Nostra Signora di Bonaria）　-　アラゴン王国支配時代の1324年から1329年に建てられた。当時城で攻城戦が行われ、ピサ軍が教会に避難していた。ファサードの小さなゴシック出入り口、内部にある木造の聖母像（スペイン船から投げ落とされ、ボナーリア丘の麓へ流れ着いた）がある。付属修道院の回廊には、海事博物館がある。ローマ教皇ピウス10世によって、ボナーリアの聖母のバシリカへと昇格した。2008年9月7日、第265代教皇ベネディクト16世が教会を訪問した。

町に古くからあるマリーナ地区、スタンパチェ地区、ヴィッラノーヴァ地区は、それぞれの原型の魅力を保ち、未だ町内部にあった別々の村としての機能を見せている。 
その他に古いカリャリ市街の名残とみなされるものが市内で見られる。最も目をひくのは、岩の塊を彫り抜いたローマ時代の円形演舞場（カリャリの典型的な白石灰岩で建てられた）、そして水道橋である。水道橋は新鮮な水が乏しい市への重要な掘り出し物であった。そこには莫大なまでに広い古代の水槽もある。小さな円形の神殿の遺跡と、現代のカリャリ外の丘にはおびただしい数の埋葬地があり、これは古代カリャリのネクロポリスであったことを示す（Smyth's Sardinia, pp. 206, 215; Valery, Voyage en Sardaigne, c. 57.）。円形演舞場は、いまだ野外オペラやコンサートが夏期に開催されている。

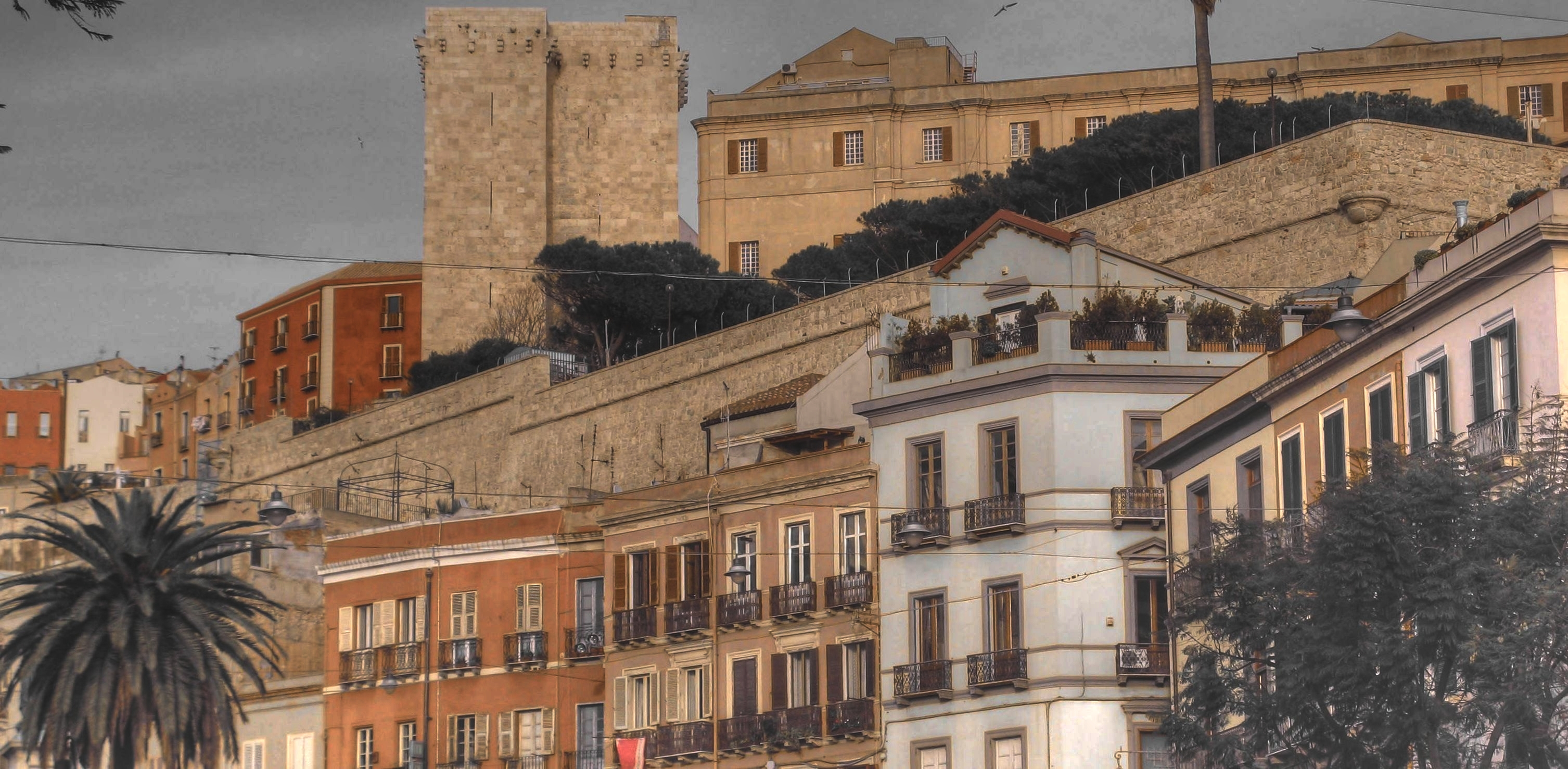
ゾウの塔

1930年代にできた地区は、一部が優れたアールデコ建築と議論を起こすファシスト政権時代の新古典主義建築（裁判所など）例である。裁判所は広大な市立公園モンテ・ウルピヌに近接し、マツの木と人工湖を持つ。カリャリ大学付属植物園も興味深い。
カリャリはイタリアのコムーネの中で、長い海岸を持つものの一つである。ポエット海岸は13kmあり、白く粒子の細かな砂で有名である。浸食から海岸を救うための論争が、砂の本来の質をわずかに変えてしまった。
毎年5月1日、聖エフィシオ祭（サルデーニャの守護聖人）が開かれる。
サルデーニャ第一のオペラハウスは、テアトロ・リリコである

### ナイトライフ
観光都市でもあるカリャリは、特に夏期に若者と観光客目当てにクラブとパブが多く開店する。パブとナイトクラブは、スタンパチェ地区の狭い通りであるコルソ・ヴィットーリオ・エマヌエーレ2世、港近辺、カステッロ地区に集中している。夏期のポエット海岸、また冬期にはヴィアーレ・マルコーニにクラブが集まる。

## 自然・環境

### 気候
| カリャリ - エルマス, サルデーニャ (1961年-1990年)の気候 | カリャリ - エルマス, サルデーニャ (1961年-1990年)の気候 | カリャリ - エルマス, サルデーニャ (1961年-1990年)の気候 | カリャリ - エルマス, サルデーニャ (1961年-1990年)の気候 | カリャリ - エルマス, サルデーニャ (1961年-1990年)の気候 | カリャリ - エルマス, サルデーニャ (1961年-1990年)の気候 | カリャリ - エルマス, サルデーニャ (1961年-1990年)の気候 | カリャリ - エルマス, サルデーニャ (1961年-1990年)の気候 | カリャリ - エルマス, サルデーニャ (1961年-1990年)の気候 | カリャリ - エルマス, サルデーニャ (1961年-1990年)の気候 | カリャリ - エルマス, サルデーニャ (1961年-1990年)の気候 | カリャリ - エルマス, サルデーニャ (1961年-1990年)の気候 | カリャリ - エルマス, サルデーニャ (1961年-1990年)の気候 | カリャリ - エルマス, サルデーニャ (1961年-1990年)の気候 |
| 月                                                      | 1月                                                     | 2月                                                     | 3月                                                     | 4月                                                     | 5月                                                     | 6月                                                     | 7月                                                     | 8月                                                     | 9月                                                     | 10月                                                    | 11月                                                    | 12月                                                    | 年                                                      |
| ------------------------------------------------------- | ------------------------------------------------------- | ------------------------------------------------------- | ------------------------------------------------------- | ------------------------------------------------------- | ------------------------------------------------------- | ------------------------------------------------------- | ------------------------------------------------------- | ------------------------------------------------------- | ------------------------------------------------------- | ------------------------------------------------------- | ------------------------------------------------------- | ------------------------------------------------------- | ------------------------------------------------------- |
| 最高気温記録 °C （°F）                                  | 29.8 (71)                                               | 26.8 (71)                                               | 31.3 (81)                                               | 35.6 (83)                                               | 36.6 (94)                                               | 39 (102)                                                | 43.7 (111)                                              | 41.4 (107)                                              | 39.5 (96)                                               | 34.8 (89)                                               | 30.2 (81)                                               | 29.2 (74)                                               | 43.7 (111)                                              |
| 平均最高気温 °C （°F）                                  | 16.2 (58)                                               | 16.7 (58)                                               | 18.1 (61)                                               | 20.4 (65)                                               | 24.3 (72)                                               | 28.6 (80)                                               | 31.6 (85)                                               | 31.8 (86)                                               | 28.9 (80)                                               | 24.8 (73)                                               | 20.2 (65)                                               | 17.1 (59)                                               | 23.2 (70)                                               |
| 平均最低気温 °C （°F）                                  | 7.7 (42)                                                | 8.2 (43)                                                | 9.2 (45)                                                | 11.1 (48)                                               | 14.3 (54)                                               | 18.1 (61)                                               | 20.6 (65)                                               | 21.1 (66)                                               | 19.0 (63)                                               | 15.7 (57)                                               | 11.5 (49)                                               | 8.8 (44)                                                | 13.8 (53)                                               |
| 最低気温記録 °C （°F）                                  | −1.8 (23)                                               | −0.2 (26)                                               | −0.2 (28)                                               | 3 (31)                                                  | 6.5 (38)                                                | 8.4 (47)                                                | 12.4 (49)                                               | 15.4 (54)                                               | 11 (48)                                                 | 4.8 (39)                                                | −0.2 (28)                                               | −0.4 (26)                                               | −1.8 (23)                                               |
| 降水量 cm （inch）                                      | 5 (1.8)                                                 | 6 (2.2)                                                 | 4 (1.7)                                                 | 4 (1.5)                                                 | 2 (0.9)                                                 | 1 (0.4)                                                 | 0 (0.1)                                                 | 1 (0.4)                                                 | 3 (1.2)                                                 | 6 (2.2)                                                 | 6 (2.2)                                                 | 5 (2.2)                                                 | 43 (16.8)                                               |
| [ 要出典 ]                                              |                                                         |                                                         |                                                         |                                                         |                                                         |                                                         |                                                         |                                                         |                                                         |                                                         |                                                         |                                                         |                                                         |

カリャリは地中海性気候で、暑く乾燥した夏と、非常に温暖な冬がある。気候は比較的南カリフォルニアのものと近いが、北西風がしばしば新鮮な風を吹き込む。マッダレーナ海岸、キア海岸、ヴィッラシミウス海岸といった美しい海岸に近く、これらはいまだ観光で毒されていない。また、広大な森林と野生動物（サルデーニャシカ、野生のイノシシ）のあるモンテ・アルコス、マイドピスといった山岳公園にも近い。

### 自然保護区
カリャリ市街の周辺には湿地帯が広がっており、2件のラムサール条約登録湿地となっている（イタリアのラムサール条約登録地一覧参照）。
ひとつは、カリャリ市街の西に広がる Stagno di Cagliari で、エルマス、アッセーミニ、カポテッラの各市域にまたがる潟湖や塩田の複合体である。
もう一つは、カリャリ市街の東に広がる Stagno di Molentargius で、クアルトゥ・サンテーレナ、クアルトゥッチュ、セラルジウスの各市域にまたがる潟湖、塩水沼沢、塩田の複合体である。1980年の第1回ラムサール条約締約国会議は、カリャリで開催された。

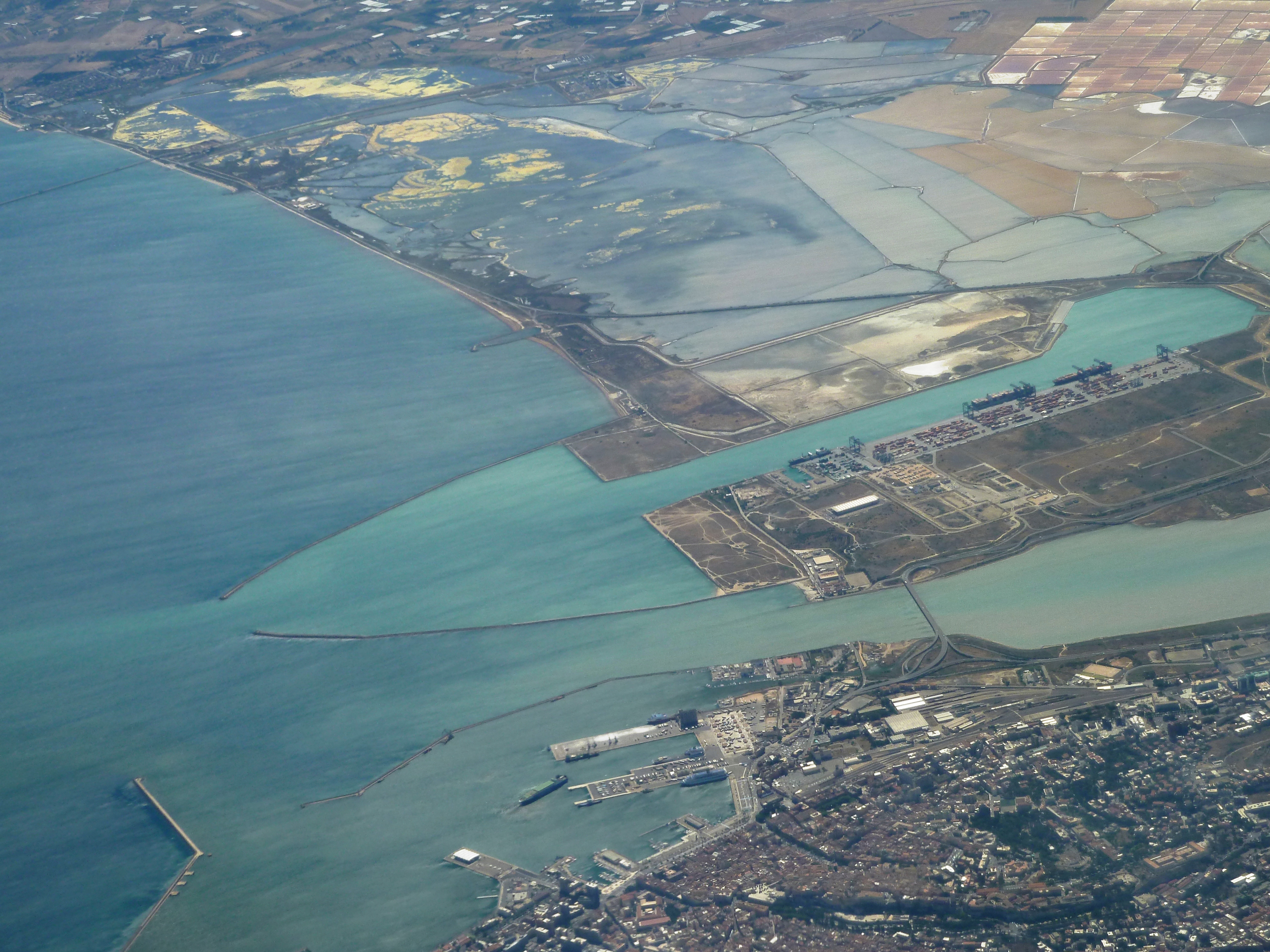
Stagno di Cagliari
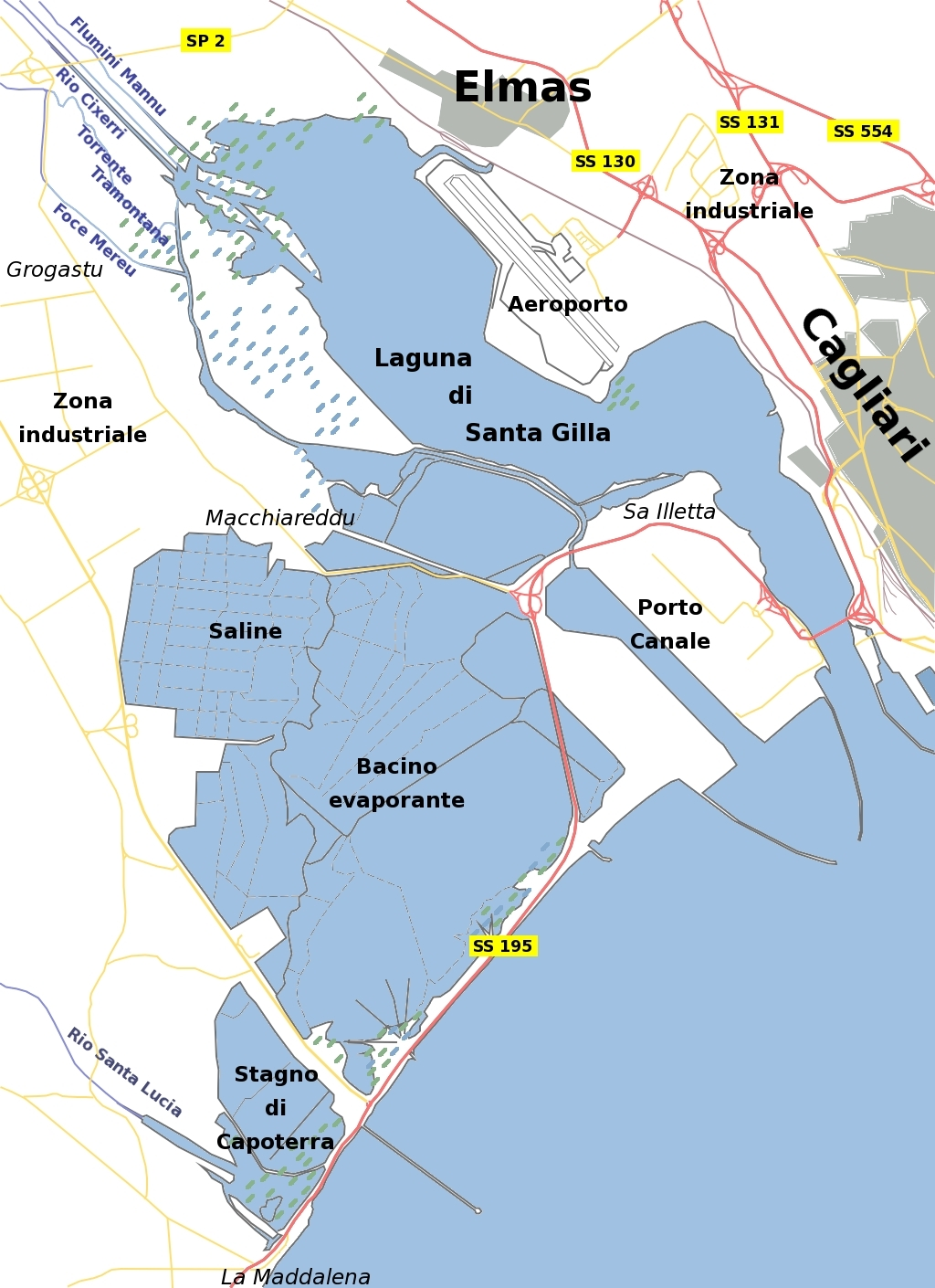
Stagno di Cagliari地図

## 交通
カリャリ＝エルマス空港、商業や旅客用の港、サッサリ＝ポルト・トッレス方面へのスーペルストラーダ (SS131/E35）、トロリーバス（カリャリ・トロリーバス）などがある。

## 人物

### 著名な出身者
- ピア・アンジェリ　-　俳優
- カテリーナ・ムリーノ　-　俳優

## 姉妹都市
- ブエノスアイレス, アルゼンチン
- en:Nanyuki, ケニア
- ピサ, イタリア
- ヴェルチェッリ, イタリア
- パドヴァ, イタリア, 2002年
- ビエッラ, イタリア, 2003年